# Viliamu Afatia
Pas d'image ? Cliquez ici

a Compétitions nationales et continentales officielles uniquement.

b Matchs officiels uniquement.
Dernière mise à jour le 12 juillet 2022.
Viliamu Afatia, né le 24 mai 1990, est un joueur international samoan de rugby à XV évoluant au poste de pilier au SC Albi en Nationale.

## Biographie

### En club
En septembre 2012, lors de la rencontre de Top 14 entre le Stade toulousain et Agen, Viliamu Afatia fait ses débuts en Top 14 en entrant en jeu comme remplaçant. Capable de jouer à droite comme à gauche, il est titulaire pour le déplacement à Perpignan, il donne satisfaction à Philippe Sella. À l'issue de la saison 2012-2013, alors qu'Agen est relégué en Pro D2, le jeune pilier a donné satisfaction à ses dirigeants avec 15 apparitions en championnat dont 9 comme titulaire, il a alors un contrat jusqu'en 2016 qui le lie au club d'Agen.    
En mai 2015, il prolonge son contrat avec le club d'Agen pour trois saisons supplémentaires.
Pour la saison 2016-2017 il signe au Racing 92. Il quitte l'Aviron bayonnais pour rejoindre Albi en Nationale.

### En équipe nationale
Viliamu Afatia joue son premier match international avec l'équipe des Samoa le 5 juin 2012 contre les Tonga. Lors de ses neuf première sélections, il est remplaçant.
Le 12 août 2015, il est retenu par Stephen Betham dans la liste des trente-et-un joueurs qui disputent la coupe du monde de rugby à XV 2015.

## Statistiques en équipe nationale
- 14 sélections
- 0 point
- sélections par année : 2 en 2012, 1 en 2013, 3 en 2014, 8 en 2015
- En coupe du monde :
  - 2015 :  3 sélections (Afrique du Sud, Japon, Écosse)